# Дамаскино
Дама́скино — деревня в Кильмезском районе, Кировской области, административный центр Дамаскинского сельского поселения. Население — 318 жителей (2016).

## География
Деревня расположена на юге Кировской области в 23 км от районного центра пгт. Кильмезь, в 300 км от областного центра г. Кирова.

## История
Дамаскино было основано в 1804 году Ульяном Дамаскиным, уроженцем Нолинского уезда Вятской губернии.

## Население
| 2006 | 2010 | 2016 |
| ---- | ---- | ---- |
| 393  | 287  | 318  |

Согласно всероссийской переписи, на 1 января 2016 года в Дамаскино зарегистрированы 318 человек в 121 хозяйстве, а фактически проживают 226 человек.

## Инфраструктура
Средняя общеобразовательная школа, детский сад, сельский дом культуры, филиал библиотеки, фельдшерско-акушерский пункт, отделение ФГУП «Почта России», магазин Кильмезского райпотребсоюза, частные магазины.

### Дамаскинская школа
В 1909 году в Дамаскино Вятской духовной епархией была открыта местная школа, в 300 км от областного центра г. Кирова. Организаторами открытия школы были Дамаскин Трофим Никифорович и Кононов Иосиф Григорьевич. После Революции 1917 года, в 1919 году была построена начальная школа. В 1932 году школу перевели в семилетку. В настоящее время в школе только 9 классов. Ученики могут получить начальное общее и основное общее образование. В школе работает 10 педагогов и обучаются 15 учеников.
При школе открыта дошкольная группа «Лесная полянка»
.

## Часовня Михаила Тихоницкого

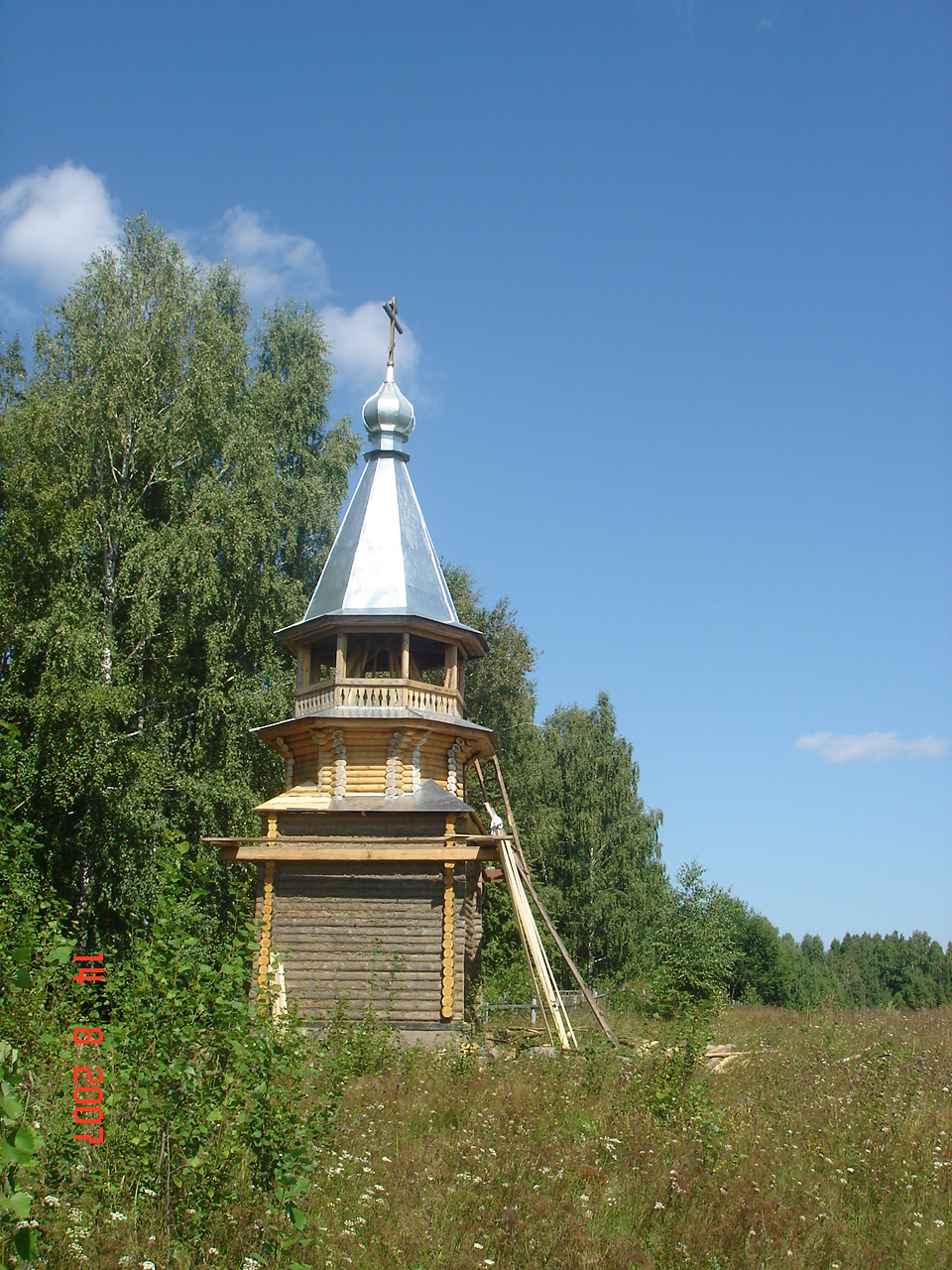
Часовня Михаила Тихоницкого

Строительство часовни началось в 2004 году силами местных жителей и в сентябре 2007 года произошло её торжественное освещение. Часовня была освящена во имя священномученика Михаила Тихоницкого.

## Колхоз имени Фрунзе
С 1929г года, ввиду массовой коллективизации, в Дамаскинском сельском совете начали организовывать колхозы.
Колхоз им. Фрунзе Дамаскинского сельского Совета образован на территории двух сельских Советов: Жирновского и Дамаскинского. Колхоз просуществовал с 1938 по 2007 г..